# 란케이 도류
란케이 도류(蘭渓道隆)는 일본 가마쿠라 시대(鎌倉時代) 중기 중국 남송(南宋)에서 일본으로 건너온 선종 승려이다. 시호는 대각선사(大覚禅師)이다.
속성(俗姓)은 염(冉), 이름은 려초(莒章)이며, 도류는 법휘(法諱) 즉 법명이고 란케이는 그의 호인데, 남송 배주(涪州) 배릉현(涪陵県) 남계현(蘭渓邑) 출신인 것과도 관련이 있다. 일본으로 건너와 일본 선종 대각파(大覚派)의 파조가 되었으며, 중국의 선종 승려인 무명혜성(無明慧性)의 법사(法嗣)로 겐초지(建長寺)의 개산(開山)이 되었다.

## 생애
중국 남송 배주(涪州, 지금의 충칭 근교) 사람으로 13세에 출가하여 선종 승려 무준사범(無準師範) ・ 북간거간(北礀居簡)에게서 배우고, 송원숭악(松源崇嶽)의 법사가 되어 무명혜성의 법을 이었다.
그의 나이 33세 때이던 1246년 당시 송에 와 있던 일본 센류지(泉涌寺)의 승려 게쓰오 지쿄(月翁智鏡)과의 인연으로 제자들과 함께 일본으로 건너오게 된다. 일본에서 지쿠젠(筑前) 엔가쿠지(円覚寺) ・ 교토(京都) 센류지의 내영원(来迎院) ・ 가마쿠라(鎌倉) 슈후쿠지(寿福寺) 등에서 머물렀으며, 송나라풍의 본격적인 임제종(臨済宗)을 널리 퍼뜨린다. 또한 싯켄(執権) 호조 도키요리(北条時頼)의 귀의를 받아 가마쿠라로 초빙되었고, 다이코 교류(退耕行勇)가 연 쇼라쿠지(常楽寺, 가나가와 현 가마쿠라 시 소재)의 주지가 되었다.

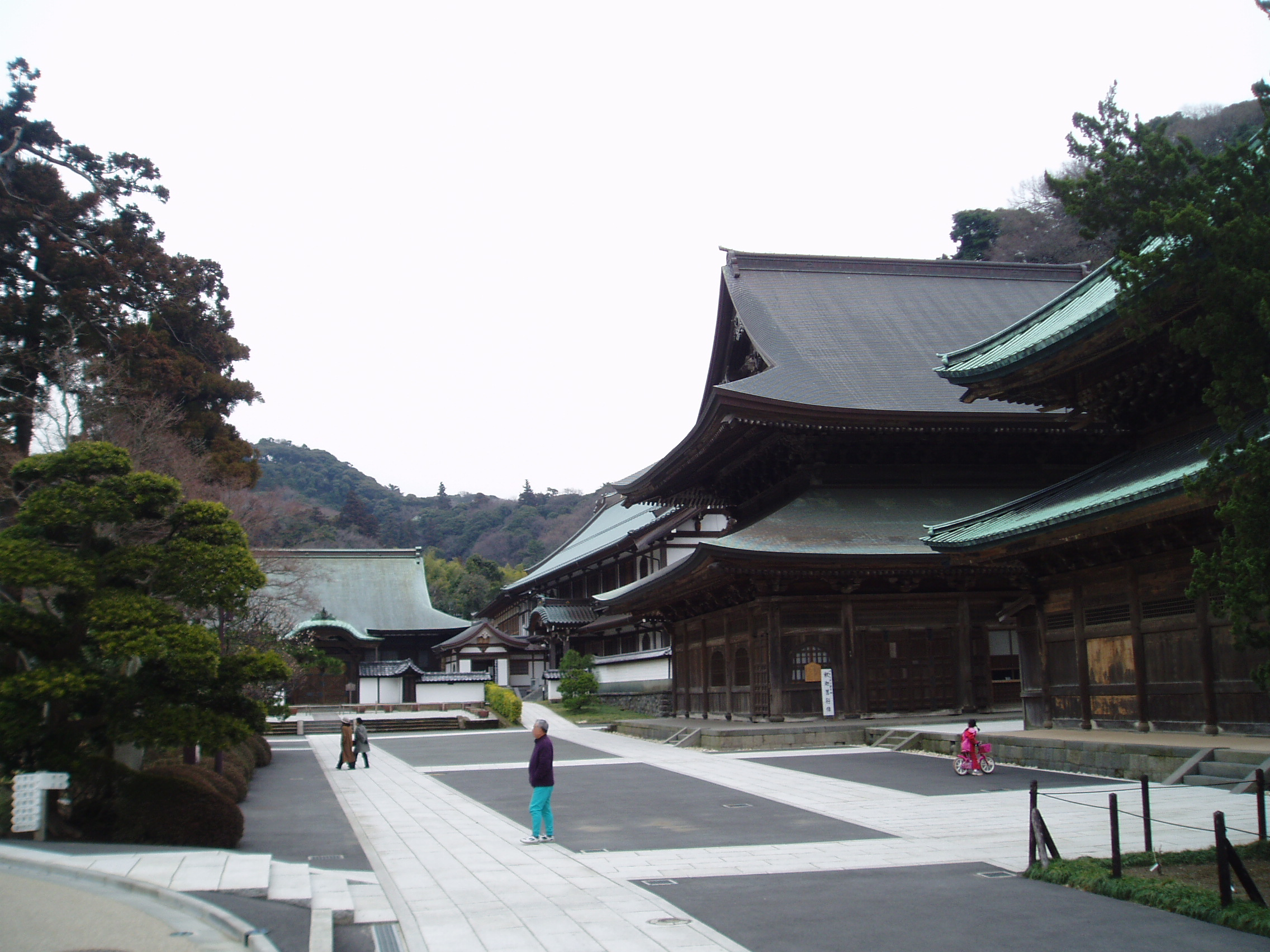
란케이 도류가 주지를 맡았던 가마쿠라 겐초지. 일본의 국가 사적으로 지정되어 있다.

겐초(建長) 5년(1253년) 호조 도키요리에 의해 가마쿠라에 새로이 겐초지가 세워지고, 란케이 도류는 그곳으로 초빙되어 그 개산조가 되었다. 겐초지는 순수한 선종 도량(道場)으로써는 에이사이(栄西)가 연 지쿠젠 국의 세이후쿠지(聖福寺) 다음으로 오래된 곳이다. 또한 창건 당초의 겐초지는 법회에서 중국어가 오가는 이국적인 공간이었다. 당시 겐초지의 주지는 거의가 중국인이었으며, 무가쿠 소겐(無学祖元)을 비롯해, 중국으로부터 일본에 온 남송의 선승들은 우선 겐초지로 들어가 그 주지가 되는 것이 하나의 관례가 되었다. 『사석집』(沙石集)을 저술한 일본의 승려 무슈(無住)는 『잡담집』(雑談集)에서 겐초지를 두고 “마치 다른 나라에 와 있는 것 같다”는 감상을 기록하였다. 란케이 도류는 훗날 교토 겐린지(建仁寺) ・ 슈후쿠지(寿福寺), 가마쿠라의 센코지(禅興寺) 등의 주지를 맡게 되었다.
그러나 분에이(文永) 11년(1274년) 몽골(원)의 제1차 일본 원정(분에이의 역)이 벌어지고, 이를 전후해 원의 첩자로 의심받게 되어 참언으로 고슈(甲州)나 오슈(奥州)의 마쓰시마(松島), 이즈국(伊豆国)으로 유배되기도 하였다. 그때 자신이 몸을 피해 있던 슈젠지(修禅寺)를 임제종 사찰로 개종시켰으며, 유배지에 있던 도코지(東光寺) 등을 재흥시키기도 하였다.
훗날 겐초지로 돌아온 란케이 도류는 그곳에서 고안(弘安) 원년(1278년) 입적하였다. 제1차 일본 원정이 있은지 4년 만이었으며, 제2차 일본 원정(고안의 역)이 벌어지기 6년 전의 일이었다.
란케이 도류의 후계로써 무가쿠 소겐이 일본으로 건너왔다.

## 란케이 도류를 표현한 미술 작품들
일본에서는 고승의 초상화를 가리켜 정상(頂相)이라고 부른다. 란케이 도류의 정상 즉 초상화는 당시의 사료를 통해서 많은 수가 제작되었음을 확인할 수 있으며, 대표적으로 겐초지에 소장된, 본 항목 첫머리의 「란케이 도류 상」(蘭渓道隆像)에는 상단에 란케이 도류 자신의 찬(賛)이 적혀 있는데, 이 찬을 통해서 분에이 8년(1271년) 낭연거사(朗然居士)라는 인물에 의해서 그려진 것임을 알 수 있다.(낭연거사는 란케이 도류에 귀의한 호조 도키요리의 아들로 훗날 가마쿠라 막부 8대 싯켄이 되는 호조 도키무네가 스스로 거사로써 칭했던 이름이라고도 한다). 본 초상화에서는 눈동자 주위를 금니(金泥)로 테를 두르듯 그려넣었는데, 이는 다른 승려들의 정상, 초상화에서는 찾아볼 수 없는 기법이다.
겐초지에는 또한 일본의 중요문화재인 「란케이 도류 경행도」(蘭渓道隆経行図)나, 란케이 도류의 손제자에 해당하는 다이코 겐쥬(太虚元寿)가 1329년에 원의 항주의 선승 영석여지(霊石如芝)로부터 찬을 받기도 했던 동명의 「란케이 도류 상」이 있는데, 마찬가지로 일본의 중요문화재이자 견본채색이다.
란케이 도류의 모습을 새긴 조각으로는 겐초지 서래암(西来庵) 개산당(開山堂)에 있는 「란케이 도류 좌상」이 대표작으로, 나무로 제작되어 옻칠을 하고 옥으로 눈을 표현한 본작은 13세기의 것으로 또한 일본의 중요문화재로 지정되어 있으며, 란케이 도류의 입적 전후로 제작된 것으로 추정되고 있다. 좌상의 옥으로 된 눈에서 눈동자는 수정을 박았으며 눈동자를 중심으로 검은자위 주위에 방사선상으로 금니 선을 그었는데 이는 다른 작품에서는 사례가 없다. 겐초지에 소장된 란케이 도류 자신의 자찬을 첨부한 초상화와 마찬가지로 위엄 서린 란케이 도류의 눈빛을 표현한 것으로 여겨지고 있다. 겐린지 서래원에 있는 「란케이 도류 좌상」은 에도 시대인 엔포(延宝) 4년(1676년) 불사(仏師) ・ 고쇼(康乗)가 제작하였는데, 목상 가운데서는 오래된 두상에 들며, 이들은 사실적인 얼굴 표현으로 란케이 도류 입적을 전후해 제작된 것으로 보인다.
현존하는 란케이 도류의 초상화로써는 서래원(西来院) 소장 「대각선사상」(大覚禅師像), 후쿠오카현(福岡県) 쇼후쿠지(勝福寺) 소장 「대각선사상」(大覚禅師像, 일본의 중요문화재), 사가현(滋賀県) 에이겐지(永源寺) 소장 「란케이 도류 상」이 있으며, 이 가운데 에이겐지에 소장된 것은 난보쿠초 시대(南北朝時代)에 제작된 것으로 보이는데 란케이 도류와 야쿠오(約翁) ・ 쟈쿠시쓰(寂室) 두 선승까지 이렇게 세 폭이 그려져 있다. 미야기현(宮城県) 사이안지(瑞巌寺)와 시즈오카 현(静岡県)의 슈젠지 등에도 란케이 도류의 초상화가 있다. 사이안지에 소장된 것도 에이겐지와 마찬가지로 란케이 도류에 性西法身 ・ 明極聰愚 세 폭이 그려져 있으며, 미야기 현 지정 문화재이다. 조각으로는 가마쿠라 쇼라쿠지 소장 「란케이 도류 상」과 나가노현(長野県) 사이안지(西岸寺) 소장 「대각선사기상」(大覚禅師椅像, 가마쿠라 후기에서 난보쿠초 시대 사이) 등이 있다.

## 묵적

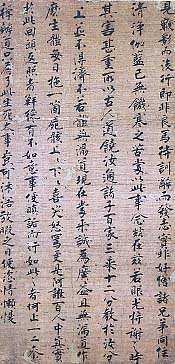
란케이 도류가 쓴 「법어」(法語)라는 진적. 겐초지에 소장되어 있으며 일본의 국보이다.

란케이 도류는 일본 서예사에서도 주목할 만한 인물로, 그는 묵적의 서법의 기초를 놓은 장즉지(張即之)의 서체를 익히고 그 서풍을 일본에 최초로 도입한 인물이기도 했다. 때문에 그의 서체는 늘 장즉지의 서체와 비교된다.
란케이 도류의 저술로는 『대각선사어록』(大覚禅師語録)이 있다.。
란케이 도류의 묵적으로써 법어(法語) ・ 규칙(規則)을 쓴 것이 겐초지에 소장되어 있으며 일본의 국보로써 지정 명칭은 대각선사묵적(법어규칙)(大覚禅師墨蹟（法語規則）)이다.
『법어 ・ 규칙』은 「견편영이후행」(見鞭影而後行)이라는 글로 시작하는 『법어』와 「장로수좌」(長老首座)로 시작하는 『규칙』으로 서로 대조를 이루고 있다.
『법어』는 승려의 태만함을 경계하고 참선의 길을 가르치는 것, 『규칙』은 행동 규칙의 엄격함을 요구하며 위반자에게는 벌을 부과한다는 내용이다. 내용은 모두 『대각습유록』(大覚拾遺録)에 실려 있다.
서식이나 문장이 모두 근엄하고 확고한 자형(字形)에 가늘고 자재한 변화, 세세한 곳까지 널리 미치는 필세가 주목된다. 그 서풍은 장즉지의 서체의 영향을 현저하게 드러내고 있으며 이를 통해 구애됨이 없는 선승으로써의 질박하면서도 솔직한 태도가 느껴진다.
촌법(寸法)
- 85.1cm×41.5cm（『法語』）
- 84.8cm×40.9cm（『規則』）

## 같이 보기
- 묵적 (서예)

### 설명
1. ↑  현대 중화인민공화국 충칭시(重慶市) 바이링 구(涪陵区) 란시 진(藺市鎮)이다.
2. ↑  후쿠오카 시 하카타 구 소재
3. ↑  한편 똑같이 란케이 도류가 찬을 붙인 「달마도」(向嶽寺 소장)도 낭연거사에게 주어졌다.
4. ↑  경행(経行)은 좌선 중에 다리를 아프게 하는 수마(睡魔)를 떨치기 위해 조용히 걸으며 정신을 다스리는 장소를 말한다.
5. ↑  야쿠오 도켄(約翁徳倹)의 제자이다.